# Chris Ealham
Chris Ealham (Kent, 1965) es un historiador e hispanista británico, especializado en historia urbana y en el movimiento anarquista español y catalán.

## Biografía
Nació en el condado inglés de Kent en 1965. Descrito como «cercano a la escuela de Preston», es autor de la obra La lucha por Barcelona. Clase, cultura y conflicto, 1898-1937 (2005), publicada en inglés como Anarchism and the city: Revolution and counter-revolution in Barcelona, 1898-1937 (2010). Es también editor junto a Michael Richards de España fragmentada. Historia cultural y Guerra Civil española, 1936-1939 (2010), en la que participaron autores como Eduardo González Calleja, Xosé Manoel Núñez Seixas o Enric Ucelay-Da Cal, entre otros, y publicada previamente en inglés como The Splintering of Spain: Cultural History and the Spanish Civil War, 1936–1939 (2005). Fue además traductor al inglés, junto a Paul Sharkey, de La CNT en la Revolución española (The CNT in the Spanish Revolution), obra del anarquista José Peirats, de quien se ha dicho que Ealham prepara una biografía.